# F1 2012 (joc video)
F1 2012 este un joc video dezvoltat de Codemasters, bazat pe sezonul de Formula 1 din 2012. Jocul a fost anunțat pe 18 martie 2012, coincizând cu prima cursă a sezonului 2012. Jocul a fost lansat în septembrie și utilizează motorul EGO. Acesta a fost și primul joc de Codemasters lansat sub eticheta „Codemasters Racing”, care a fost folosită până în 2016.
Versiunea Mac OS X a jocului a fost lansată de Feral Interactive pe 20 decembrie.

## Caracteristici
Jocul prezintă toate cele douăsprezece echipe și douăzeci și patru de piloți care concurează în sezonul 2012 (cu excepția schimbărilor de la mijlocul sezonului), precum și cele douăzeci de circuite și Mari Premii - inclusiv noul Circuit al Americilor din Austin, Texas - incluse în Campionatul.
Jocul include, de asemenea, un mod nou „Testul piloților tineri”, un mod tutorial conceput pentru a prezenta noilor jucători caracteristicile de manevrabilitate ale mașinilor de Formula 1 ca un prolog la modul carieră. Ca demonstrație, Codemasters a abordat mai mulți piloți — inclusiv pilotul de testare Mercedes, Sam Bird și pilotul din seria GP2, Stefano Coletti — la testele pentru tineri piloți auto (pentru piloții care nu au început niciodată un Mare Premiu) din Abu Dhabi în noiembrie 2011 și le-a cerut să conducă pe Circuitul Yas Marina în F1 2012 în loc să folosească simulatoarele de echipă pe care le-ar folosi în mod tradițional pentru a învăța circuitul. Toți piloții care au jucat jocul au raportat că jocul a fost suficient de realist pentru ca aceștia să învețe circuitul până la punctul în care au fost suficient de încrezători pentru a stabili timpi competitivi pe tur.
Jocul prezintă, de asemenea, un nou meniu principal, Codemasters spunând că acum este mai ușoară navigarea prin jocul video. Sistemul de sunet a fost modificat, iar jucătorii pot auzi acum alte mașini în jurul lor.

### Gameplay și moduri
Pe lângă noul mod de testare a tinerilor piloți, F1 2012 prezintă un nou „Mod Campioni” unde jucătorul trebuie să învingă fiecare din cei șase campioni mondiali care concurează în sezonul 2012 — Kimi Räikkönen, Lewis Hamilton, Jenson Button, Sebastian Vettel, Fernando Alonso și Michael Schumacher — în timp ce concurează în condiții care i se potrivesc fiecărui pilot.
Un alt mod nou introdus în F1 2012 este modul „Season Challenge”. Feedback-ul dat lui Codemasters a fost că jucătorii au jucat doar când au avut câteva ore de jucat. Ca răspuns, Codemasters a introdus acest mod, astfel încât jucătorii să poată juca pur și simplu pentru o perioadă scurtă de timp. În acest mod, jucătorul va începe ca o echipă din josul clasamentului, iar pe parcursul unui sezon de zece curse, jucătorul va muta echipa la mijlocul sezonului, în funcție de capacitatea lui de a învinge piloții rivali și obiectivele.
În modul carieră, jucătorii nu mai pot efectua curse mai mici de 25%. În modul carieră, jucătorul poate alege una din cele șase echipe: Marussia, HRT, Caterham, Scuderia Toro Rosso, Force India și Williams. Jucătorii primesc oferte de contract de la echipe pe măsură ce își continuă cursele în modul Carieră.
În modul de joc rapid, opțiunea de a crea un campionat personalizat nu mai este disponibilă dar, în schimb, jucătorul selectează o singură cursă pentru a juca.

## Recepție
F1 2012 a primit recenzii în general favorabile, obținând un scor colectiv de 81 din 100 de la Metacritic. IGN a oferit jocului un 9,0, subliniind că, în timp ce lansările sportive anuale se confruntă cu o luptă dificilă de a introduce conținut nou atunci când sportul rămâne relativ neschimbat, F1 2012 a introdus modificări vizibile în joc, care l-au îmbunătățit constant. GameSpot a fost la fel de generos (8,5/10), aplaudând dezvoltatorul pentru că a făcut jocul mai accesibil pentru noii-veniți, dar deplângând eliminarea unor moduri de joc care fuseseră incluse în versiunile anterioare.